# 格蘭特鎮區 (密蘇里州克拉克縣)
格蘭特鎮區（英語：Grant Township）是位於美國密蘇里州克拉克縣的一個行政鎮區。

## 地方資料
格蘭特鎮區的面積為64.02平方千米，當中陸地面積為63.16平方千米，而水域面積為0.85平方千米。根據2020年美國人口普查的數據，當地共有人口71人，而人口密度為每平方千米1.11人。